# Мікрогравітація

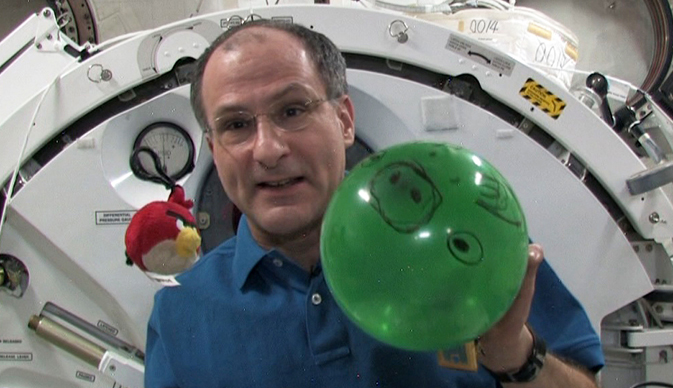
Дон Петтіт демонструє мікрогравітацію за допомогою персонажа гри Angry Birds

Мікрогравітація — стан, у якому прискорення, викликане гравітацією, вкрай незначне, сама сила гравітації не змінюється. Існують три способи досягти цього стану — такі ж, як і для досягнення невагомості:
1. Віддалення тіла досить далеко у відкритий космос для ослаблення гравітаційного впливу інших тіл;
2. Падіння тіла;
3. Обертання тіла навколо планети.

Наприклад, на Міжнародній космічній станції усі тіла перебувають у стані мікрогравітації, оскільки неоднорідність гравітаційного поля Землі та інші явища створюють прискорення, що досягають значень 10−3…10−1 g.
Стан повної невагомості, коли вага тіла (відсутність перевантаження) дорівнює нулю, важкодосяжний, оскільки складно компенсувати такі явища, як удари мікрометеорів, переміщення повітря і палива всередині космічного корабля, неоднорідне тяжіння самого космічного корабля.

## Використання мікрогравітації
Мікрогравітація є одним з найбільш багатообіцяючих напрямків у комерційному використанні космосу. Мікрогравітація дозволяє створювати нові матеріали, які не можна зробити на Землі через дію сили тяжіння. Ці нові матеріали можуть використовуватись для прискорення майбутніх комп'ютерів, зменшення забруднення навколишнього середовища, поліпшення волоконної оптики і революційних відкриттів у сфері лікування хвороб.

## Створення мікрогравітації
Для дослідницьких цілей мікрогравітація досягається п'ятьма способами, зокрема:
1. Випробувальний стенд для скидання з висоти. Вантаж просто скидається з висоти і він падає. Таким способом досягається мікрогравітація тривалістю 2 секунди при копійчаних витратах на кілограм маси.
2. Літак, що летить по параболі. Досить відомий приклад — літак НАСА під неофіційною назвою Воміт Комет, який також використовується для підготовки космонавтів до роботи в стані невагомості. Цей метод дає 25 секунд невагомості при витратах кількох доларів на кілограм.
3. Геофізична ракета. Ракета піднімається і опускається по параболі, не виходячи на орбіту. Сучасні геофізичні ракети можуть забезпечувати від 3 до 9 хвилин мікрогравітації при витратах близько 1 мільйона доларів за запуск і вантажопідйомності близько 450 кг (2200 доларів за кілограм маси).
4. Космічний корабель Space Shuttle або Міжнародна космічна станція. Можна досягти багатоденної мікрогравітації. Витрати на доставку вантажа на орбіту кораблем Space Shuttle становили 22 000 доларів за кілограм. При наявності такої можливості, приблизна вартість утримання комерційних вантажів на Міжнародній космічній станції становить близько 33 000 доларів за кілограм (не рахуючи 22 000 доларів за кілограм за доставку за допомогою корабля Союз або Протон.
5. Повільне обертання об'єкта. Це не справжній стан мікрогравітації, а імітація мікрогравітації у деяких процесах. Ці процеси повинні мати повільний перебіг, як у випадку з багатьма біологічними процесами. Вісь обертання має бути паралельною до поверхні Землі; така мікрогравітація підходить тільки для певних цілей.